# Casa Blanca, Michoacán de Ocampo
Casa Blanca är en ort i Mexiko.   Den ligger i kommunen Maravatío och delstaten Michoacán de Ocampo, i den södra delen av landet, 150 km väster om huvudstaden Mexico City. Casa Blanca ligger 2 025 meter över havet och antalet invånare är 780.
Terrängen runt Casa Blanca är platt åt nordost, men åt sydväst är den kuperad. Runt Casa Blanca är det ganska tätbefolkat, med 104 invånare per kvadratkilometer. Närmaste större samhälle är Maravatío, 3,1 km norr om Casa Blanca. Omgivningarna runt Casa Blanca är en mosaik av jordbruksmark och naturlig växtlighet.